# Friedrich May
Friedrich May (ook gespeld als Frederik, Frederick, Fredrik, Maij of Mai) (Bern, 4 september 1728 – Bergen op Zoom, 25 maart 1785) was een Zwitsers officier in Staatse dienst. Hij diende als kapitein-luitenant bij het Regiment Constant Rebecque en was een prominent figuur binnen de Zwitsers-Nederlandse militaire en maatschappelijke gemeenschap. In 1767 richtte hij in Bergen op Zoom de militaire vrijmetselaarsloge L’Inséparable op.

## Familie
Friedrich May werd geboren in Bern als zoon van Johann Rudolf May en Susanna Margaretha Gatschet. De familie May behoorde tot de oude patriciërsfamilies van Bern. Volgens Zwitserse en Nederlandse militaire archieven dienden 39 leden van de familie May in Staatse dienst.
Zijn oudere broer, Johan Rudolf May, sneuvelde in 1747 tijdens het beleg van Bergen op Zoom.
In 1752 huwde Friedrich May met Rozina Michgorius, dochter van advocaat Ernst Jacob Michgorius en Catherina de Pottere, zij is dan al hoogzwanger. 
De beide ouders van Rozina zijn voor 1750 overleden en ze woont bij haar grootmoeder van moederszijde, Kristina de Pottere-van Alphen, gehuwd met burgemeester Jacob de Pottere. Na zijn overlijden is zij hertrouwd met Jacob de Lije, eveneens burgemeester van Bergen op Zoom.
In 1751, toen Friedrich haar ontmoette, was Rozina 25 jaar oud, steenrijk en enig erfgename.
Friedrich en Rozina kregen drie kinderen:
Frederik Rudolph May (22 januari 1753-7 oktober 1827) – officier in het May-regiment en tweemaal logemeester
Kristine (Christina) Margareta May (7 september 1755)
Katarina Jacoba de Gignoux (May) (25 september 1757)

Een opmerkelijke latere verwijzing naar de familie May komt uit het boek "Eine Zeit zerbricht. Aus dem Briefwechsel zweier Berner Offizieren in hollandische Diensten mit ihrer Familie während der Jahre 1789-1995" van Albert Züst (1942), dat de briefwisseling bevat van de broers Ludwig en Gottlieb von May, Bernse officieren in Hollandse dienst. Zij vermelden onderweg naar Bergen op Zoom een ontmoeting in Breda met een zekere "Herr May von Bergenopzoom" – vermoedelijk Frederik Rudolph May, aangezien Friedrich May zelf reeds in 1785 overleed.Ludwig May dient uiteindelijk in Bergen op Zoom als 'Fändrich unter dem Schweizer-Regimente von May' (Vaandrig), zijn broer Gottlieb in Colmar (Frankrijk)

## Loopbaan
Na de dood van zijn broer Johan Rudolf arriveerde Friedrich May in 1750 via Namen in de Nederlanden. Hij diende als kapitein-luitenant bij het Regiment Constant Rebecque, dat deel uitmaakte van de Zwitserse regimenten in Staatse dienst. Hij was achtereenvolgens gestationeerd in Breda, Goes en Veere voordat hij zich vestigde in Bergen op Zoom.
Een regiment telde ongeveer 2400 manschappen, verdeeld over twaalf compagnieën. In de jaren 1760 voerde May effectief het commando over het eerste bataljon van zijn regiment.
Zijn zoon Frederik Rudolph trad eveneens toe tot het regiment en was in 1785 luitenant te Maastricht.

## Vastgoed

### Engelsestraat
In 1752, het jaar van hun huwelijk, kochten Friedrich May en Rozina van Monsieur Zamuel Figeijn Zamuel Figeijn een groot pand aan de Engelsestraat in Bergen op Zoom. Het betrof een samenstel van vier huizen:
- Den Klijnen Romijn
- Den Mastboom
- Den Toelast en kleinen Toelast
- Een deel van Het Blauwe Schilt

'van agteren uytkomende in de Nonne of Geweldigerstraat. Verder 'Huijzinge genaemt Den klijnen Romijn ofte den Mastboom, waer aen getrokken is het gewezene Huijs genaemt Den Toelast en kleinen Toelast, en nog aen het koetshuijs een gedeelte van het Huijs genaemt het Blauwe Schilt, staende en gelegen aen de Noordzeijde van de Engelsestraet.'
Het pand op nummer 23 draagt in de gevel nog steeds de naam Het Blauwe Schilt. Op de geval van het pand daarnaast staat de naam Den Groten Toelast. Het pand dat nu de naam Het Kleine Engelse Huis heeft is waarschijnlijk De kleine Romeijn geweest. Het ernaast gelegen pand draagt de naam Het Engelse Huijs en is De Grote Mastboom geweest. In 1752 vormden deze vier panden een geheel (in elk geval na verkoop). De huidige huisnummers 23 tot 29 omvatten mogelijk dit complex. 

### Hoeve Serooskerke (Ossendrecht)
Rozina erfde tevens een grote hoeve van 171 gemet te Ossendrecht, bekend als Hoeve Serooskerke, nu gelegen aan de Vijverweg 4, Ossendrecht. De hoeve was in 1675 eigendom van Matthijs de Neve, werd in 1717 eigendom van de weduwe van Jacob de Pottere (Kristina de Pottere-van Alphen) en in 1740 van haar tweede echtgenoot Jacob de Lije. In 1752 ging het over op Friedrich May.
Na zijn overlijden verkocht zoon Frederik Rudolph de hoeve in 1805 aan Pieter Jacobs uit Lillo en Zuidland. In 1839 werd Joannes Hosseschreuder uit Antwerpen de nieuwe eigenaar.

### Buitenplaats Meilust
Rozina bezat eveneens 100 gemet grond ten noorden van de "Santstraate" te Bergen op Zoom. Het gebied bevatte een voormalig kloosterterrein (Lambertijnenklooster), genoemd naar Lambertus Cupers. Hier liet Friedrich May rond 1760 een buitenplaats bouwen, genaamd Maylust – thans terug te vinden in de naam van de wijk Meilust.

## Maatschappelijke betrokkenheid & Vrijmetselarij
Friedrich May speelde een belangrijke rol binnen de sociale en spirituele elite van Bergen op Zoom. In 1767 richtte hij met enkele andere officieren de militaire vrijmetselaarsloge Loge L’Inséparable op. Hij was driemaal voorzittend meester:
- 1767–1772[4]
- 1774–1778[4]
- 1781–1782[4]

De vrijmetselarij diende als moreel en intellectueel netwerk tussen officieren van diverse nationaliteiten binnen de Zwitserse regimenten.
Zijn zoon Frederik Rudolph was eveneens tweemaal logemeester:
- 1792–1798[4]
- 1801[4]